# The Very Best of Montrose
The Very Best of Montrose è un album raccolta dei Montrose, pubblicato nel 2000 per l'etichetta discografica Rhino Records.

## Tracce
1. Rock the Nation (Montrose) 3:03
2. Bad Motor Scooter (Hagar) 3:43
3. Space Station No. 5 (Hagar, Montrose) 5:16
4. Rock Candy (Carmassi, Church, Hagar, Montrose) 5:05
5. I Got the Fire (Montrose) 3:09
6. Spaceage Sacrifice (Hagar, Montrose) 4:57
7. We're Going Home (Montrose) 4:51
8. Paper Money (Hagar, Montrose) 5:00
9. All I Need (Alcivar, Carmassi, Fitzgerald, James, Montrose) 4:21
10. Twenty Flight Rock (Fairchild, Cochran) 2:44 (Eddie Cochran Cover)
11. Clown Woman (Montrose) 4:23
12. Dancing Feet (James, Montrose) 4:06
13. Let's Go (Alcivar, Carmassi, James, Montrose) 4:15
14. Jump on It (Alcivar, Carmassi, James, Montrose) 3:32
15. Music Man (Montrose) 4:19
16. M for Machine (Montrose) 4:00
17. Stand (Montrose) 4:48
18. Ready, Willing, and Able (Montrose) 4:18

## Curiosità
- Brani 1, 2, 3, 4, tratti dall'album Montrose (1973)
- Brani 5, 6, 7, 8, tratti dall'album Paper Money (1974)
- Brani 9, 10, 11, 12, tratti dall'album Warner Brothers Presents... Montrose! (1975)
- Brani 13, 14, 15, tratti dall'album Jump on It (1976)
- Brani 16, 17, 18, tratti dall'album Mean (1987)

## Musicisti
- Sammy Hagar - voce (dalla traccia 1 alla 8)
- Bob James - voce (dalla traccia 9 alla 15)
- Johnny Edwards - voce (dalla traccia 16 alla 18)
- Ronnie Montrose - chitarra (tutte le tracce)
- Bill Church - basso (dalla traccia 1 alla 4)
- Randy Jo Hobbs - basso (dalla traccia 13 alla 15)
- Alan Fitzgerald - basso, tastiere (dalla traccia 9 alla 15)
- Glenn Letsch - basso (dalla traccia 16 alla 18)
- Jim Alcivar - tastiere (dalla traccia 9 alla 15)
- Denny Carmassi - batteria (dalla traccia 1 alla 15)
- James Kottak - batteria (dalla traccia 16 alla 18)
- Nick De Caro - mellotrono (nel brano 7)